# Харитоновка
Харито́новка (рос. Харитоновка, чув. Выçăлккă) — виселок у складі Цівільського району Чувашії, Росія. Входить до складу Опитного сільського поселення.
Населення — 9 осіб (2010; 13 у 2002).
Національний склад:
- чуваші — 85 %